# Gilbert de Saint-Hilaire
Gilbert de Saint-Hilaire (geb. vor 1574; gest. nach 1619) war ein kaiserlicher Offizier und entstammte einer französischen Adelsfamilie.

## Leben
Über die Biografie Gilberts de Saint-Hilaire ist der Forschung noch wenig bekannt, obwohl er eine nicht unbedeutende Rolle im Verlauf der Wiener Sturmpetition 1619 zu Beginn des Dreißigjährigen Krieges spielte.
Gesichert ist, dass de Saint-Hilaire 1574 in Begleitung der verwitweten Königin Elisabeth von Frankreich nach Wien kam und in die Dienste der Kaiserlichen Armee trat. Gegen Ende des 16. Jahrhunderts kämpfte er während des Langen Türkenkrieges in Ungarn gegen die Osmanen. In weiterer Folge wurde er zum Arsenalhauptmann ernannt, was zur damaligen Zeit bedeutete, das Kommando über das Schiffsarsenal an der Donaulände bei Wien zu führen. Als solcher führte er am 5. Juni 1619 die auf Schiffen von Krems ankommenden Reiter des Generals Heinrich von Dampierre, der an diesem Tag nicht persönlich anwesend war, in die Wiener Hofburg um den dort von den protestantischen Ständen Niederösterreichs bedrängten Erzherzog Ferdinand (als Kaiser reg. 1619–1637) zu Hilfe zu eilen. Durch dieses unerwartete Auftreten kaiserlicher Kavallerie gaben die Ständevertreter klein bei und mussten auf die erhofften Zugeständnisse verzichten. Zum Dank dafür erhob ihn Ferdinand II. in den Freiherrenstand. Die Vorgänge in der Hofburg hatten sich in einer Zeit starker Verunsicherung weiter Bevölkerungskreise zugetragen, nicht zuletzt, weil während dieser Audienz eine von Heinrich Matthias von Thurn kommandierte Armee der aufständischen böhmischen Stände im Anmarsch auf Wien gewesen war. Daher wurden sie schon bald Gegenstand einer reichen Legendenbildung und auch in älteren österreichischen Geschichtswerken nicht selten als entscheidend für den weiteren Verlauf der österreichisch-habsburgischen Geschichte angesehen.
Dem Arquebusier-Regiment Dampierre, welches während der Sturmpetition unter dem Kommando Saint-Hilaires stand, wurde in weiterer Folge vom Kaiser besondere Privilegien erteilt, unter anderem dreitägige Werbung am Platz der Wiener Hofburg sowie die Möglichkeit für den Regimentskommandanten, unangemeldet und in voller Rüstung vor dem Kaiser zu erscheinen. Das Nachfolgeregiment (K.u.k. Böhmisches Dragoner-Regiment „Graf Montecuccoli“ Nr. 8) durfte diese Privilegien bis zu seiner Auflösung 1918 beibehalten.

## Museale Rezeption

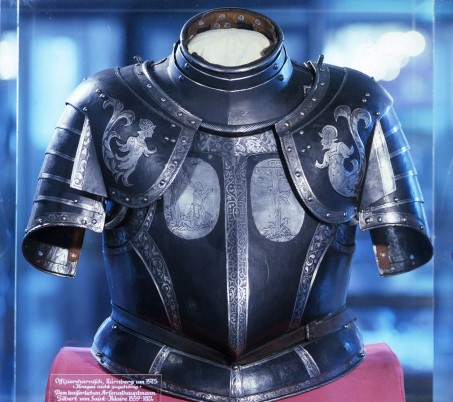
Harnisch des Gilbert de Saint-Hilaire im Wiener HGM

Im Saal I des Wiener Heeresgeschichtlichen Museums ist ein Harnisch ausgestellt, der Gilbert de Saint-Hilaire zugeschrieben wird. Es handelt sich hierbei um die Arbeit eines anonymen Nürnberger Meisters, welcher das Stück um 1575 anfertigte. Der Harnisch wurde ursprünglich im Bürgerlichen Zeughaus aufbewahrt und 1886 dem k. k.-Heeresmuseum übergeben.